# Mudassar Kapur

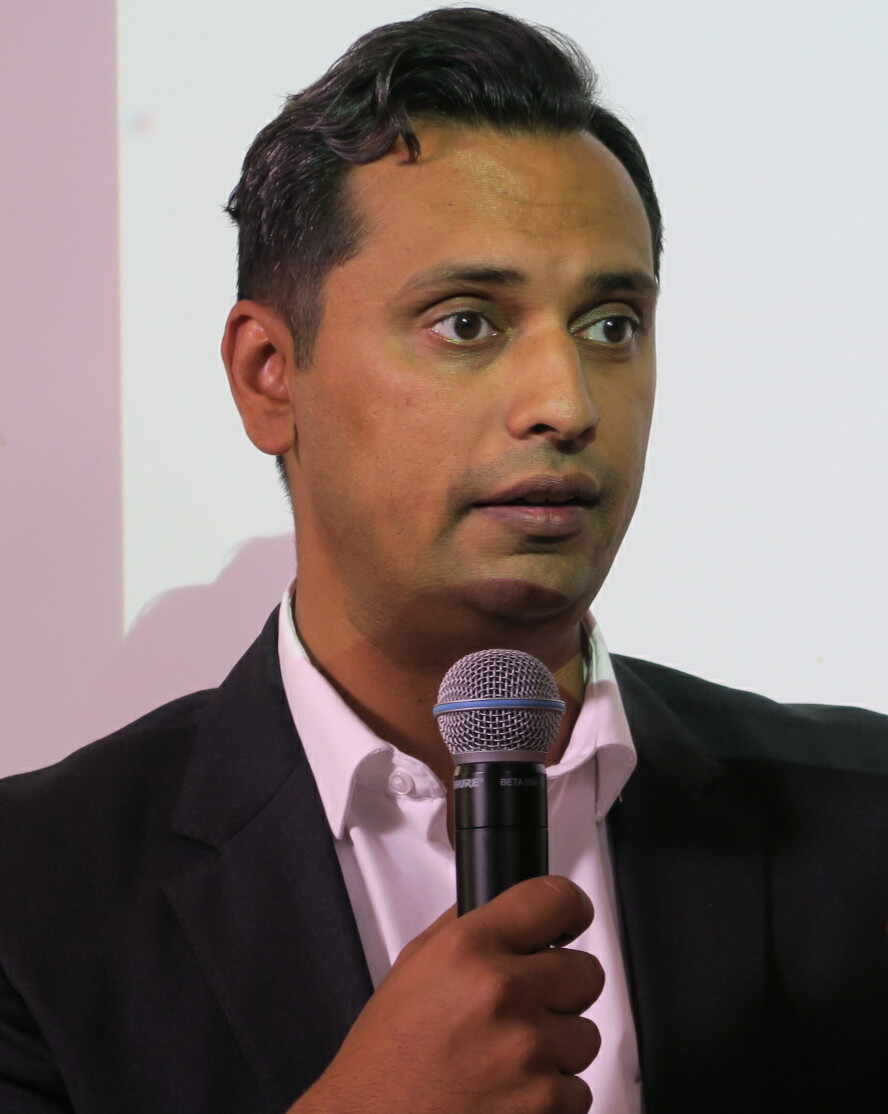
Mudassar Kapur, 2018

Mudassar Hussain Kapur (* 14. Dezember 1976 in Oslo) ist ein norwegischer Politiker der konservativen Partei Høyre. Seit 2013 ist er Abgeordneter im Storting.

## Leben
Kapur kam im Jahr 1976 als Sohn pakistanischer Einwanderer in Oslo zur Welt. Er studierte von 1995 bis 2000 Marktführung und Leitung an der BI Norwegian Business School. Anschließend arbeitete er in verschiedenen Anstellungen im Bereich des Marketings. Im Jahr 2006 wurde er der Kampagnenleiter für die Høyre-Partei, was er bis 2012 blieb. Im Jahr 2011 erhielt er einen Master in Business and Administration an der Norwegischen Handelshochschule (NHH). In den Jahren 2011 bis 2013 war er Mitglied im Stadtrat von Oslo.
Kapur zog bei der Parlamentswahl 2013 erstmals in das norwegische Nationalparlament Storting ein. Dort vertritt er den Wahlkreis Oslo und er wurde Mitglied im Kommunal- und Verwaltungsausschuss. Nach der Wahl 2017 wechselte er in den Finanzausschuss, wo er am 4. Februar 2020 den Posten als Vorsitzender übernahm. Von März 2018 bis Januar 2020 war er Teil des Fraktionsvorstandes seiner Partei. Nach der Stortingswahl 2021 wechselte er in den Kommunal- und Verwaltungsausschuss.